# Réaux
Réaux är en kommun i departementet Charente-Maritime i regionen Nouvelle-Aquitaine i västra Frankrike. Kommunen ligger  i kantonen Jonzac som ligger i arrondissementet Jonzac. År 2013 hade Réaux 476 invånare.

## Befolkningsutveckling
Antalet invånare i kommunen Réaux
Referens:INSEE